# اختربینی

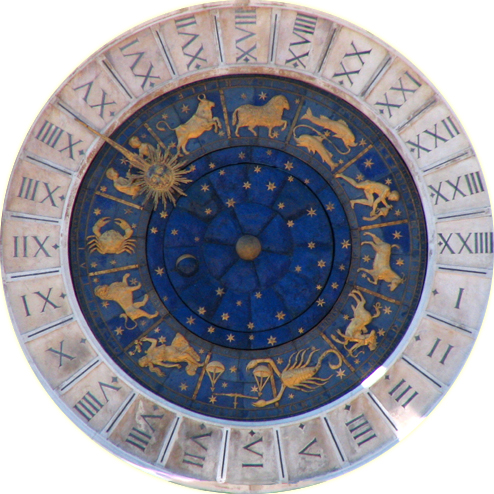

اختربینی یا اَختَرگویی یا تنجیم شبه‌علمی است که ادعا می‌کند تأثیر اجرام سماوی ماه، عطارد، زهره، خورشید، مریخ، مشتری، زحل، ثوابت گاه عقدتین قمر بر عالم را که تعیین‌کنندهٔ حرکات چهار عنصر عالم می‌باشند، بررسی می‌کند. در اختربینی چهار نحلهٔ گسترده وجود دارد:
1. طالع‌بینی: به وضعیت آسمان‌ها از لحظه تولد فرد تا جملهٔ جنبه‌های زندگی وی مربوط می‌گردد.
2. اختربینی عمومی: وضعیت آسمان‌ها را در لحظات به‌ویژه مهم مثلاً اعتدال بهاری، خسوف و کسوف یا اقتران سیارات با رویدادهایی که به‌روی طبقات وسیعی مردم و ملت‌ها یا کل جهان اثر می‌گذارند، مربوط می‌سازد.
3. اختربینی حُکمی: با بررسی وضعیت آسمان‌ها معین می‌سازد که لحظه‌ای خاص برای آغاز کاری خاص مناسب است یا خیر.
4. اختربینی مذاکره‌ای: پاسخ به سؤالات خاص بر مبنای وضعیت آسمان‌ها در لحظهٔ پرسش است.[۳]

اختربین دائرةالبروج را تقسیم شده به دوازده بخش یا برج مساوی تصور می‌کند که هر یک سی درجه است. هر برج خانه سیاره‌ای است؛ و هریک به اجزاء گوناگون (عاشرات، غایات و مانند آنها) تقسیم شده‌است که هریک از آن‌ها را نیز سیاره‌ای خداوند است. درجات شرف سیارات در نقاط مختلف در سراسر منطقةالبروج پراکنده‌است (متضاد آن درجات هبوط آنهاست). وانگهی هر برجی با بخشی از بدن انسانی، حمل با سر و حوت با پا، متناظر است. چهار عنصر، همتای خود را مثلثه‌های منطقةالبروج می‌یابند و زوج متضادهای فیثاغورسی متعدد (نر ماده، روزانه شبانه، گرم سرد و مانند آنها) به زوج‌های متوالی برج‌ها نسبت داده می‌شوند. سرانجام جواهر بسیار متنوع در عالم تحت‌القمری و صفات خصلت انسانی به نحو نسبتاً دلخواهی به هر یک از برج‌ها مرتبط می‌شود.
در این شبه علم، زمین را در وسط جهان در و موقعیت سیاره های منظومه شمسی و چند سیارک ( مانند کایرن یا لیلیث) بر این اساس در نظر می‌گیرند.(اشاره به دوره  زمین مرکزی و نظریات بطلمیوس دارد). که در این دوره زمانی از تاریخ نجوم ( در دوران باستان و تا قرن ۱۶ میلادی) مردم به طور کل از پدیده های آسمانی برای تشخیص وقایع سعد و نحس کمک می‌گرفتند و میتوان گفت این علم نیز به آن دوره باز می‌گردد. 
همانطور که گفته شد، این دائرة البروج به ۱۲ خانه تقسیم شده است که هر کدام از این خانه ها، نشان دهنده و تفسیر کننده ای برای طالع بینی است. که به طور کلی به این گونه تفسیر می‌شوند: 
خانه اول: خانه فردی و خویش
خانه دوم: پول و دارایی های شخص
خانه سوم:  ارتباطات 
خانه چهارم:  خانه و خانواده
خانه پنجم: کودکان
خانه ششم:  کیفیت کارها و روزمرگی ( بحران ها، کار های دواطلبانه و...) 
خانه هفتم:  ازدواج
خانه هشتم:  امور مشترک-مخالف با خانه دوم 
خانه نهم:  عقاید و معنویات
خانه دهم:  قدرت، اعتبار، شهرت، موفقعیت های مالی و.. 
خانه یازدهم:  گروه های اجتماعی، آرزو ها، منافع بشر دوستانه و.. 
خانه دوازدهم ( آخر):  ناخودآگاه

## طالع‌بینی
طالع‌بینی بررسی رابطهٔ زادروز افراد و ویژگی‌های شخصیتی آن‌ها از طریق ارتباط دادن آن به اجرام آسمانی می‌باشد. در این شبه‌علم با محاسبهٔ نموداری موسوم به زایچه که نحوهٔ قرارگیری خورشید و سیارات در صورت‌های فلکی را در زمان زایش فرد نشان می‌دهد، سعی بر پیش‌گویی سرنوشت و ویژگی‌های اخلاقی فرد می‌شود.
کتاب‌های عامه‌پسند بسیاری در این زمینه نوشته شده‌است از قبیل طالع‌بینی و غیره.
به عقیدهٔ کارل گوستاو یونگ بخش قابل ملاحظه‌ای از اختربینی (طالع‌بینی) بر پایه فرافکنی‌های ناخودآگاهانه و احتمالاً هم‌زمان‌انگاری تصاویر بسیار عاطفی در آسمان شب بوده‌است.
طالع‌بینی به کمک غیر ستارگان نیز به نحوی رایج است. مانند: طالع عدد، رنگ، اسامی و… که بررسی و پیش‌بینی ابعاد شخصیت آدمی به کمک امور مربوط است که احتمالاً اخیراً به نام طالع دیده می‌شوند.

## طالع‌بینی در ایران
ایران قبل از پیدایش ساسانیان آشکارا در معرض نفوذ برخی از نظریه‌های بین‌النهرینی در باب امور سماوی دیگر نشانه‌ها بود. در زمان ساسانی ترجمهٔ اساسی آثار اختربینی یونانی و هندی به پارسی میانه صورت گرفت. طالع‌بینی ساسانی اساساً تقلیدی از طالع‌بینی هلنیستی بوده (البته بدون تمام مایه‌های فلسفی) که برخی جنبه‌های هندی از قبیل استفاده از تاسوعات (نوامشاها) و تفسیرهای شائویت از عاشرات یونانی مصری بدان پیوند خورده‌است؛ این طالع‌بینی در شکل تخصصی خود به صورت اختربینی پیوسته درآمد. این شکل از اختربینی و از این هم بالاتر، آنچه اختربینی عمومی نامیده می‌شود، در ایران ساسانی در اجتماع و به‌ویژه در میان طبقات بالادست نفوذ عمیقی داشت. در متون مانوی و در نظریه‌های هزاره‌گرایانه زرتشتیان در مورد تاریخ نیز اندیشه‌های اختربینانه به‌فراوانی دیده می‌شود؛ اما سطح اخربینی‌ای که در نوشته‌های پهلوی دیده می‌شود، سخت نازل است.

## طالع‌بینی در اسلام
اختربینی مانند ستاره‌شناسی در سه جریان کمابیش توأمان به جهان اسلام رسید. از اواخر قرن هشتم، متون یونانی و سریانی معرف علم هلنیستی، آثار سانسکریت مقتبس هندی از آن علم و کتب پهلوی که تلفیقی از آن دو بودند، به تعداد فراوان به عربی ترجمه شدند. در اختربینی اسلامی، مبنای هلنیستی را که با اتکای شدید به تعریف نوافلاطونی مربوط به تأثیر نجومی ارسطو، که صابئیان ساختگی، حران آن را انتقال داده بودند، تقویت شده بود، با ابداعات هندی و تأکید ساسانی بر روی اختربینی مداوم ترکیب کردند. این ترکیب به‌ویژه در نظریه‌های تنجیمی و نجومی ابومشعر (۸۸۶–۷۸۶)، بانفوذترین اختربین اسلام آشکار شد. آن‌ها با پیچیده‌تر ساختن قواعد و به تقلید از هندیان و حرانیان، ابداع آیین‌های گسترده برای انحراف یا تغییر تأثیرات سیاره‌ای، این موضوع را به شیوهٔ خود تغییر و گسترش دادند. ابداعات آن‌ها در قرن دهم به بیزانس، در قرن دوازدهم به غرب لاتینی و در قرن سیزدهم به هند وارد گردید و در هر سه منطقهٔ فرهنگی بر تحولات اختربینانه در دوران ماقبل مدرن، اثری عمیق داشت.
در جهان اسلام نیز، مانند جهان مسیحی، طالع‌بینی با مخالفت‌های دینی شدیدی در اصل در زمینهٔ مسائل مربوط به اختیار و ماهیت حدناپذیر قدرت‌الله، روبه‌رو گردید. حامیان و مدافعان فکری اصلی آن فیلسوفان متأثر از نوافلاطونی‌گری و رهبران دینی شیعی و خاصه اسماعیلی‌مذهب بودند. روشنگران عالم اسلام نیز سرانجام مانند روشنفکران عالم غرب و بیزانس، آن را تحت فشار متعصبان دینی کناری نهادند؛ اما هم در میان مسیحیان و هم در میان مسلمانان، در سطح عامه باقی‌مانده و رشد کرده‌است. در هند (جز در میان فرنگی‌مآب‌ها) اعتبار فکری سابق خود را حفظ کرده و در مؤسسات آموزش عالی به جد بررسی می‌شود و تحول می‌یابد.